# 紙わらべ資料館
創作和紙人形 紙わらべ資料館（そうさくわしにんぎょう かみわらべしりょうかん）は福井県敦賀市にある美術館。
敦賀市在住の和紙人形作家高木栄子の作品を展示している資料館で、昭和前期から中期の子供たちの遊戯をモチーフとした作品を中心に展示している。

## 利用情報
- 開館日 - 毎週水曜から日曜と祝日および年末年始（12月29日 - 翌年1月3日）
- 開館時間 - 10：00〜15：00（9月〜11月は16：00まで）
- 入館料 - 大人200円（小学生以下は無料）
- 所在地 - 〒914-0062 福井県敦賀市相生町13-14（博物館通り）

## 交通アクセス
- 北陸本線・北陸新幹線・小浜線・ハピラインふくい線 敦賀駅から徒歩で約25分。
- 敦賀駅から敦賀市コミュニティバス 松原線で「山車会館」停留所下車、ぐるっと敦賀周遊バス（観光ルート）で「博物館通り」停留所下車。ともに停留所から徒歩約3分。

## 周辺情報
- 敦賀市立博物館
- みなとつるが山車会館
- 敦賀港 - 金ヶ崎緑地 - きらめきみなと館 - 旧敦賀港駅舎 - 赤レンガ倉庫 - 洲崎の高灯籠
- 気比松原
- 氣比神宮